# Cayaponia metensis
Cayaponia metensis är en gurkväxtart som beskrevs av José Cuatrecasas. Cayaponia metensis ingår i släktet Cayaponia och familjen gurkväxter. Inga underarter finns listade i Catalogue of Life.